# Plopu
Plopu é uma comuna romena localizada no distrito de Prahova, na região de Muntênia. A comuna possui uma área de 44.45 km² e sua população era de 2381 habitantes segundo o censo de 2007.